# Giorgio Colli
Giorgio Colli (Turin 16 janvier 1917- Fiesole, 6 janvier 1979) est un philosophe, philologue et helléniste nietzschéen italien.
Il est responsable, avec son ami, ancien élève et philosophe italien Mazzino Montinari, de la nouvelle et première édition critique des œuvres complètes de Friedrich Nietzsche, publié simultanément à Milan, Berlin et Paris (chez Gallimard), édition scientifique de référence,,.
Loin de toutes les réceptions de son temps de l'œuvre de Nietzsche (Mazzino Montinari disait de son nietzschéisme que « la caractéristique de Colli est d'être resté attaché solidement à son Nietzsche, de n'avoir pris acte pratiquement d'aucune des interprétations françaises, américaines ou allemandes récentes ou plus anciennes »), Colli réinterroge les liens entre connaissance et pratique en exégète des mythes et traditions philosophiques antiques grecques comme Nietzsche l'avait fait par exemple dans La Naissance de la tragédie, ce qu'il nomme la « Sagesse grecque » .

## Biographie
Professeur de philosophie au lycée de Lucques, en Toscane (Italie), militant antifasciste pendant la seconde guerre mondiale (« C'est lui, également, qui nous initia à l'antifascisme », dira Montinari), il fait la rencontre vers 1943 de celui qui deviendra son ami en tant qu'élève, alors que Colli n'a encore que 26 ans.

Montinari, dans un article publié dans L'Espresso en 1979, à l'occasion de sa mort, dresse le portrait de ce jeune professeur:
« Il aimait et recherchait la compagnie des jeunes, il avait confiance en leur enthousiasme, et était radical comme le sont les jeunes. Sa confiance s'accompagnait pourtant d'une insistante demande de travail et d'apprentissage, en revenant directement aux sources. C'est ainsi qu'il nous fit comprendre qu'il était indispensable de lire les philosophes dans leur langue originale, et qu'il nous fallait apprendre l'allemand pour lire Kant, Schopenhauer, Nietzsche, connaître mieux le latin pour Spinoza et Giordano Bruno, le grec pour Platon et les anciens sages de la Grèce. C'est lui qui nous initia aux difficiles questions de philologie liées, par exemple, à la chronologie et à l'authenticité des dialogues platoniciens, ou aux témoignages et fragments des présocratiques »
En 1943-1944, il se réfugie en Suisse.
Giorgio Colli a ensuite enseigné pendant trente ans l'histoire de la philosophie ancienne à l'université de Pise. C'est dans cette université en 1958, alors que Colli y est enseignant, qu'il retrouve son ancien élève Mazzino Montinari.
Son travail de philologue et d'historien est attesté par l'édition traduction de l'Organon d'Aristote ainsi que par l'édition allemande, française et italienne des œuvres complètes de Nietzsche, réalisée en collaboration avec son ami Mazzino Montinari. L'accomplissement de cette carrière a été la Sagesse grecque, une édition et traduction du corpus des Présocratiques, prévue en 11 volumes et interrompue par la mort de Colli en janvier 1979).

De l'aveu de Montinari, c'est le contexte philosophique français des années 1960 qui donnera de la légitimité à leur projet d'édition critique des œuvres complètes de Nietzsche, et particulièrement un colloque international de philosophie sur Nietzsche, organisé en France du 4 au 8 juillet 1964, appelé "Colloque de Royaumont" (du nom de l'abbaye dans laquelle se déroule le colloque), dont un compte rendu sera publié en 1966 aux Éditions de Minuit en France, sous la direction de Gilles Deleuze. Y assisteront certaines figures très diverses de la philosophie européenne de l'époque, outre Colli et Montinari, comme Gilles Deleuze, Michel Foucault, Jean Wahl, Pierre Klossowski, Gianni Vattimo, Jean Beaufret, Karl Löwith, Henri Birault, Gabriel Marcel, Boris de Schlœzer, Edouard Gaède, Herbert W. Reichert et Danko Grlic. 
« La réalisation matérielle de l'édition fut rendue possible grâce au regain d'intérêt pour Nietzsche en France, au début des années soixante ; mais je me souviens que nous avons bien ri, Colli et moi, quand, invités à parler de notre travail au colloque de Royaumont sur Nietzsche (juillet 1964), nous prîmes incognito le bus qui devait nous mener de Paris à l'abbaye et nous entendîmes un célèbre universitaire italien, spécialiste de Nietzsche, qui bredouilla une réponse embarrassée aux questions insistantes d'un collègue français, curieux de savoir pour quelles raisons des italiens inconnus s'étaient mis en tête de faire une édition des œuvres de Nietzsche »,
Son œuvre est publiée en Italie par les éditions Adelphi et en France aux Éditions de l'Éclat.
Son ouvrage le plus philosophique est Philosophie de l'expression (1969), traduit et paru en France aux Éditions de l'Éclat en 1988.

## Pensée
- La philosophie comme « décadence » de la « Sagesse grecque » :

Pour Colli, comme le précise son éditeur des Éditions de l'éclat, La naissance de la philosophie, associée au nom de Platon, marque (...) l’amorce du déclin de l’excellence grecque, dont avait pu témoigner, entre le VIIe et Ve siècles, l’ère des « Sages » Ainsi, pour lui, la naissance de la philosophie avec Platon, c'est-à-dire de la littérature de l'écriture en philosophie, correspond à la fin de la « Sagesse grecque », ensemble sous lequel il désigne ce qu'il est commun d'appeler les Présocratiques. Giorgio Colli débute ainsi La naissance de la philosophie, qui est la thèse générale du livre, et la thèse philologique qui résume bien la visée de l'œuvre de Colli : 

« Platon appelle «philosophie», amour de la sagesse, sa propre recherche, sa propre activité éducative, liée à une expression écrite, à la forme littéraire du dialogue. Et Platon se tourne avec vénération vers le passé, vers ce monde où les «sages» avaient véritablement vécu. D'autre part, la philosophie postérieure, notre philosophie, n'est autre qu'une continuation, qu'un développement de la forme littéraire introduite par Platon ; et pourtant cette dernière surgit comme un phénomène de décadence, puisque «l'amour de la sagesse» est en deçà de la «sagesse». En effet l'amour de la sagesse ne signifiait pas pour Platon une aspiration à quelque chose qui n'avait jamais été atteint, mais plutôt une tendance à récupérer ce qui déjà avait été réalisé et vécu. - Giorgio Colli, La naissance de la philosophie »

- une nouvelle « Naissance de la tragédie » : la généalogie apollinienne du logos

Reprenant la généalogie de la pensée grecque dans sa tragédie et ses mythologies, de la même manière que Nietzsche le faisait dans La Naissance de la tragédie, Colli inverse le rapport Dionysos/Apollon nietzschéen dans la naissance du logos grec :

« Il est un aspect fondamental d'Apollon que laisse dans l'ombre la doctrine de Nietzsche, celui du dieu terrible, armé de flèches, imprévisible, lointain, vindicatif, anéantissant, dominateur sauvage et exterminateur de loups. Ainsi Homère présente son apparition au début de l'Iliade: «Terrible se leva le vacarme de l'arc d'argent.» Nietzsche n'a pas perçu le Lycien à l'arc assourdissant, l'asiatique, de même qu'il n'a pas perçu l'Hyperboréen extatique, chamanique, vénéré par Pythagore. L'aspect solaire, la splendeur de la lumière, l'éclat de l'art, un caractère peut-être postérieur à Apollon, a été mis au premier plan par Nietzsche. Ainsi lui ont échappé, sous l'aspect de la transe, de la possession mystique, le lien vital entre Apollon et Dionysos, et sous l'aspect du conflit, du défi, de la perfidie, de l'énigme, la relation entre l'origine apollinienne et la floraison du logos, l'arme suprême de la violence, la plus mortelle des flèches décochées par l'arc de la vie. Giorgio Colli, Après Niezstche »

- l'énigme comme source mystérique et agonistique de la dialectique

Pour Colli, l'origine de l'apparition de la dialectique n'est pas à chercher chez un des penseurs Grecs présocratiques (comme Parménide ou Zénon, même s'il reconnaît en eux toute la portée dialectique), mais dans la relation que l'époque archaïque grecque entretient entre sagesse et connaissance, au travers de l'agonisme, la relation polémique des dieux avec les hommes, et des hommes entre eux. Les dieux défient les mortels par le détour d'énigmes pour leur faire éprouver leur destin, comme le Sphinx avec Œdipe :
Celui qui résout l'énigme peut, à la fois, se sauver lui-même et sauver la cité : la connaissance est l'instance ultime, ce pour quoi a lieu la lutte suprême de l'homme. L'arme décisive est la sagesse. Et la lutte est mortelle : celui qui ne résout pas l'énigme est étranglé et dévoré par le Sphinx ; celui qui la résout – et seul Œdipe sera victorieux à cet égard – précipite le Sphinx dans l'abîme.
L'énigme est pour Colli « la matrice de la dialectique », sa matrice religieuse émanant de la "sagesse" archaïque grecque. Il note, entre autres, sa présence centrale dans la philosophie d'Héraclite, dans le récit de la mort d'Homère (qui meure de découragement face à une énigme lancée par des pêcheurs) ou chez l'oracle de Delphes, qui donnera son énigme principe à la philosophie socratique comme défi à l'homme : « Connais-toi toi-même ».

Colli note également que la terminologie de l'énigme, problèma, reflète le caractère agonistique de la connaissance, puisque la recherche de la vérité se manifeste par le défi (parfois mortel) de l'énigme, et la sagesse comme la recherche de la connaissance de cet obstacle (comme l'enquête, historia, le sera de la discipline historique). Mais il note également l'analogie logique de la construction formelle de l'énigme et de la dialectique : 
Et il ne s'agit pas seulement d'une identité de terme : l'énigme est l'intrusion de l'activité hostile du dieu dans la sphère humaine, son défi, de la même manière que la question initiale de l'interrogateur est l'ouverture du défi dialectique, la provocation au combat. En outre, il a déjà été dit plus d'une fois que la formulation de l'énigme, dans la plupart des cas, est contradictoire, de même que la formulation de la demande dialectique propose explicitement les deux termes d'une contradiction.
La dialectique devient alors l'humanisation de l'énigme divine :
La dialectique naît sur le terrain de l'agonisme. Quand l'arrière-plan religieux s'est éloigné et que l'impulsion cognitive n'a plus besoin d'être stimulée par un défi du dieu, quand une joute pour la connaissance entre des hommes ne requiert plus que ces derniers soient des devins, apparaît alors un agonisme seulement humain.